# Vattene amore (Fiorello)
Vattene amore è un singolo del trapper Tofu pubblicato il 16 giugno 2023 come unico estratto dall'album di cover Fiorello presenta Tofu.
Il brano è una cover e nuova versione rappata dell'originale del 1990 di Mietta e Amedeo Minghi.

## Promozione
Il singolo è stato cantato e presentato il 13 aprile 2023 nella puntata numero 72 della prima edizione del programma televisivo Viva Rai2!.

## Tracce
Testi di Vanda Di Paolo, musiche di Amedeo Minghi.
1. Vattene amore (feat. Nina Zilli) (cover) – 2:19